# Federal Prospects Hockey League 2021-2022
La Federal Prospects Hockey League 2021-2022 è la dodicesima edizione di questo campionato, la terza dopo il cambio di denominazione della primavera 2019. Nella stagione precedente, disputata a ranghi ridotti e in un lasso di tempo di due mesi a causa della pandemia di COVID-19, non è stata assegnata la consueta Commissioner Cup, ma un trofeo creato ad hoc, la Ingnite Cup: non c'è pertanto un campione uscente.

## Squadre partecipanti
Rispetto alla stagione 2019-2020, l'ultima in cui è stata messa in palio la Commissioner Cup, le squadre sono scese da 10 a 7: sei sono confermate, ovvero Danbury Hat Tricks, Watertown Wolves, Columbus River Dragons, Carolina Thunderbirds, Port Huron Prowlers e Delaware Thunder; una è nuova, i Binghamton Black Bears. Gli Elmira Enforcers, finalisti della Ignite Cup della stagione precedente, hanno sospeso le attività per una stagione, a causa del mancato accordo sull'uso dello stadio del ghiaccio. Anche i Danville Dashers si sono ritrovati senza stadio già nel marzo 2021, interrompendo le attività. I Mentor Ice Breakers erano invece stati sciolti già il 31 dicembre 2020. Ancora prima, nel giugno 2020, era stata infine sciolta la squadra dei Battle Creek Rumble Bees, nonostante i tentativi del proprietario di salvarla spostandola in una nuova città.

## Regular season
| Squadra                | PG | V  | VOT | POT | P  | GF  | GS  | Pt  | %     |
| ---------------------- | -- | -- | --- | --- | -- | --- | --- | --- | ----- |
| Watertown Wolves       | 59 | 39 | 4   | 4   | 12 | 290 | 181 | 129 | 0.729 |
| Columbus River Dragons | 54 | 32 | 0   | 5   | 17 | 216 | 161 | 101 | 0.623 |
| Danbury Hat Tricks     | 61 | 30 | 6   | 3   | 22 | 253 | 232 | 105 | 0.574 |
| Binghamton Black Bears | 59 | 28 | 4   | 2   | 25 | 288 | 283 | 94  | 0.531 |
| Carolina Thunderbirds  | 62 | 25 | 6   | 5   | 26 | 243 | 242 | 92  | 0.495 |
| Port Huron Prowlers    | 54 | 16 | 2   | 4   | 32 | 191 | 256 | 56  | 0.346 |
| Delaware Thunder       | 53 | 6  | 3   | 2   | 42 | 175 | 301 | 26  | 0.164 |

Criteri: 1) miglior percentuale di vittorie; 2) maggior numero di vittorie; 3) numero di punti; 4) scontri diretti; 5) differenza reti

Legenda:

      Ammesse alle semifinali
      Ammesse ai quarti di finale

## Play-off

### Turno preliminare
|  | Quarti di finale |                        |    |    |   |  |
|  |                  |                        |    |    |   |  |
|  | 3                | Danbury Hat Tricks     | 4  | 5† | 5 |  |
|  | 4                | Binghamton Black Bears | 5† | 4  | 3 |  |

|  | Quarti di finale |                       |                       |   |    |  |
|  |                  |                       |                       |   |    |  |
|  | 5                | Carolina Thunderbirds | Carolina Thunderbirds | 4 | 4† |  |
|  | 6                | Port Huron Prowlers   | Port Huron Prowlers   | 3 | 3  |  |

### Tabellone
|  | Semifinali             | Semifinali             | Semifinali             | Semifinali | Semifinali |  |  | Finale                 | Finale                 | Finale | Finale | Finale |  |
|  |                        |                        |                        |            |            |  |  |                        |                        |        |        |        |  |
|  | Watertown Wolves       | Watertown Wolves       | Watertown Wolves       | 4          | 3          |  |  |                        |                        |        |        |        |  |
|  | Carolina Thunderbirds  | Carolina Thunderbirds  | Carolina Thunderbirds  | 1          | 1          |  |  | Watertown Wolves       | Watertown Wolves       | 2      | 4      | 3†     |  |
|  | Columbus River Dragons | Columbus River Dragons | Columbus River Dragons | 7          | 5          |  |  | Columbus River Dragons | Columbus River Dragons | 3      | 1      | 2      |  |
|  | Danbury Hat Tricks     | Danbury Hat Tricks     | Danbury Hat Tricks     | 4          | 1          |  |  |                        |                        |        |        |        |  |

I Watertown Wolves si sono aggiudicati la loro terza Commissioner's Cup, dopo le vittorie del 2015 e del 2018.

## Premi
| Premio               | Vincitore        | Squadra                |
| -------------------- | ---------------- | ---------------------- |
| MVP                  | Justin MacDonald | Watertown Wolves       |
| MVP - Playoff        | Justin MacDonald | Watertown Wolves       |
| Miglior portiere     | Bailey MacBurnie | Columbus River Dragons |
| Migliori difensori   | Steve Brown      | Danbury Hat Tricks     |
| Migliori difensori   | Kyle Powell      | Binghamton Black Bears |
| Migliori attaccanti  | Jonny Ruiz       | Danbury Hat Tricks     |
| Migliori attaccanti  | Justin MacDonald | Watertown Wolves       |
| Migliori attaccanti  | Nikita Ivashkin  | Binghamton Black Bears |
| Rookie dell'anno     | Nikita Ivashkin  | Binghamton Black Bears |
| Allenatore dell'anno | Brent Clarke     | Watertown Wolves       |